# Zinder (cidade)
Zinder é a segunda maior cidade do Níger, com aproximadamente 195.000 habitantes. Localiza-se a 850 km a oeste de Niamey e 240 km ao norte da cidade nigeriana de Kano.
A partir do século XVIII foi o centro do estado de Damgaram. Tinha uma população de cerca de 20.000 habitantes e era conhecida por sua muralha.A cidade foi capturada pela França em 1899, e quando Níger passou a ser uma colônia foi a primeira capital, até que Niamey a substituiu em 1926.

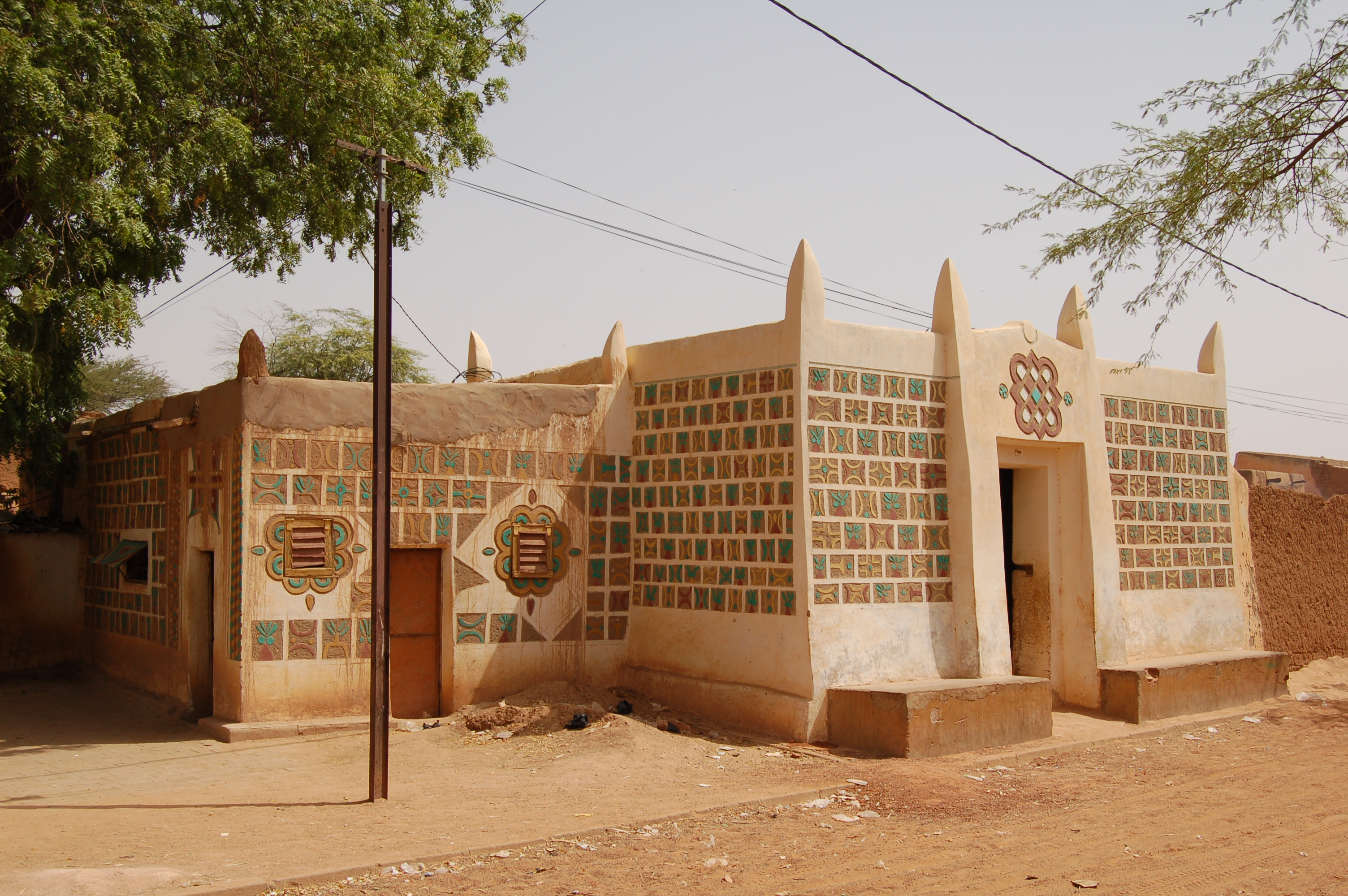
Cidade antiga de Zinder